# Катеринославський район Катеринославського повіту
Катеринославський або Перший район Катеринославського повіту - адміністративно - територіальна одиниця, що існувала на терені сучасної Дніпропетровської області у 1920 - 1923 рр. Районний центр - місто Катеринослав.

## Виникнення
Катеринославський або Перший район був створений у 1920 році. До його складу входили — Краснопільська, Лоцмансько-Кам'янська, Волосна, Микільська, Сурсько-Литовська та Катеринославська волості. Згодом на прохання мешканців до складу району було включено Діївську волость зі складу Кам'янського або Другого району Катеринославського повіту.

## Розформування
Катеринославський або Перший район було розформовано згідно постанови ВУЦВК від 7 березня 1923 р. разом із Катеринославським повітом. На його території були створені Діївський та Лоц - Кам'янський райони Катеринославської округи.